# Coenagrion kashmirum
Coenagrion kashmirum là một loài chuồn chuồn kim trong họ Coenagrionidae.
Coenagrion kashmirum được miêu tả khoa học năm 1975 bởi Chowdhary & Das.